# Sphaeriodiscus maui
Sphaeriodiscus maui är en sjöstjärneart som beskrevs av McKnight 1973. Sphaeriodiscus maui ingår i släktet Sphaeriodiscus och familjen ledsjöstjärnor.
Artens utbredningsområde är havet kring Nya Zeeland. Inga underarter finns listade i Catalogue of Life.